# Richard Maurice Bucke
Richard Maurice Bucke (18 de marzo de 1837 - 19 de febrero de 1902), a menudo llamado Maurice Bucke o R. M. Bucke, fue un destacado psiquiatra canadiense de fines del siglo XIX.
Aventurero durante su juventud, Bucke estudió más tarde medicina. Finalmente, como psiquiatra, dirigió el asilo provincial para enfermos mentales en Londres, Ontario. Bucke mantuvo amistad con varios hombres de letras célebres en Canadá, Estados Unidos e Inglaterra.
Además de publicar artículos profesionales, Bucke escribió tres libros: Man's Moral Nature (Naturaleza moral del hombre), Walt Whitman y Cosmic Consciousness: A Study in the Evolution of the Human Mind (Consciencia cósmica: un estudio de la evolución de la mente humana), que es su obra más conocida.

## Biografía
Richard Maurice Bucke nació en 1837 en Methwold, Inglaterra, hijo del reverendo Horatio Walpole Bucke (cura de la parroquia) y su esposa Clarissa Andrews. Los padres y sus hijos emigraron a Canadá cuando él tenía un año, instalándose cerca de Londres, Ontario.
Horatio W. Bucke había renunciado a la profesión de ministro religioso y confiaba en los ingresos de su familia en su granja de Ontario. Hermano de una gran familia, Richard Maurice Bucke era un granjero típico de esa época. Era un chico atlético que disfrutaba de un buen juego de pelota. Cuando salió de su casa a la edad de 16 años, viajó a Columbus, Ohio y luego a California. En el camino, Bucke trabajó en varios trabajos ocasionales. Era parte de un grupo de viaje que tuvo que luchar por sus vidas cuando fueron atacados por indios Shoshone, cuyo territorio atravesaban.
En el invierno de 1857-58, estuvo cerca de morir congelado en las montañas de California, donde fue el único superviviente de un grupo de mineros de plata. Tuvo que caminar sobre las montañas y sufrió una congelación extrema. Como resultado, le amputaron un pie y varios de sus dedos. Luego regresó a Canadá a través del istmo de Panamá, probablemente en 1858.
Bucke se inscribió en la escuela de medicina de la Universidad McGill en Montreal, donde pronunció una distinguida tesis en 1862. Aunque practicó la medicina general brevemente como cirujano naval (para pagar su viaje por mar), más tarde se especializó en psiquiatría. Hizo su pasantía en Londres (1862-63) en el University College Hospital. Durante ese tiempo visitó Francia.
Durante varios años fue un entusiasta de la filosofía positivista de Auguste Comte. Huston Smith dijo de la filosofía de Comte: "Auguste Comte había establecido la línea: la religión pertenecía a la infancia de la raza humana... Todo el conocimiento genuino está contenido dentro de los límites de la ciencia". La creencia de Comte de que la religión, si por eso se entiende espiritualidad, había pasado de moda por la ciencia, contrasta con la creencia posterior de Bucke acerca de la naturaleza de la realidad.
Bucke regresó a Canadá en 1864 y se casó con Jessie Gurd en 1865; tuvieron ocho hijos. En enero de 1876, Bucke se convirtió en el superintendente del asilo para enfermos mentales en Hamilton, Ontario. En 1877, fue nombrado jefe del asilo provincial para enfermos mentales en Londres, Ontario, cargo que ocupó casi por el resto de su vida. En su trabajo con los internos del asilo, fue un reformador que fomentó los deportes organizados y lo que ahora se llama terapia ocupacional.
En 1882, fue elegido miembro de la sección de literatura inglesa de la Royal Society of Canada.

### Fallecimiento
El 19 de febrero de 1902, Bucke se resbaló en un pedazo de hielo frente a su casa y se golpeó la cabeza. Murió unas horas más tarde sin recuperar la conciencia.

Fue profundamente llorado por un gran círculo de amigos, que lo amaba por su gran honestidad, su cálido corazón, su fuerza intelectual, pero sobre todo por sus nobles cualidades como hombre.

## Experiencia de consciencia cósmica
En 1872, mientras estaba en Londres, Bucke tuvo la experiencia más importante de su vida: una experiencia mística fugaz que, según dijo, consistió en unos instantes de consciencia cósmica. Luego describió las características y los efectos de la facultad de experimentar este tipo de consciencia como:
- su aparición repentina
- una experiencia subjetiva de luz ("luz interior")
- elevación moral
- iluminación intelectual
- una sensación de inmortalidad
- pérdida del miedo a la muerte
- pérdida del sentido de pecado

La experiencia personal de Bucke del estado interno tenía otro atributo más, mencionado por separado por el autor: el vívido sentido del universo como una presencia viva, más que como una materia inerte, básicamente sin vida.

El acontecimiento supremo de esa noche fue su verdadera y única iniciación al nuevo y mayor orden de ideas. Pero fue solo una iniciación. Vio la luz, pero no tenía más idea de dónde había venido y qué significaba que el que fuera la primera criatura que vio la luz del sol.

Bucke no registró inmediatamente los detalles y la interpretación de su experiencia. Esto no se hizo hasta años después, y solo tras haber investigado gran parte de la literatura mundial sobre misticismo e iluminación y haber mantenido correspondencia con muchos otros sobre este tema.

## Consciencia cósmica
La obra maestra de Bucke fue su libro Cosmic Consciousness: A Study in the Evolution of the Human Mind (Consciencia cósmica: un estudio de la evolución de la mente humana). El libro es una compilación de varias teorías más que estrictamente un registro simple de su experiencia mística original.
Bucke tomó prestado el término "consciencia cósmica" de Edward Carpenter, que había viajado y estudiado religión en el este. El amigo de Bucke, Carpenter, había derivado el término "consciencia cósmica" del término oriental "consciencia universal". En su descripción de su experiencia personal, Bucke combinó su recuerdo con los pensamientos de otro de sus amigos, Caleb Pink ("C.P.") y otros, y registró su experiencia en un estilo poético.
Consciencia cósmica fue un libro para el cual investigó y escribió durante un período de muchos años. Fue publicado en 1901 y ha sido reimpreso varias veces desde entonces. En él, Bucke describe su propia experiencia, las experiencias de contemporáneos (sobre todo Walt Whitman) y las experiencias de personajes históricos, como Jesús, San Pablo, Mahoma, Plotino, Dante, Francis Bacon, William Blake, Buda y Ramakrishna.
Bucke desarrolló una teoría que postulaba tres etapas en el desarrollo de la consciencia:
- la consciencia simple de los animales
- la autoconsciencia de la masa de la humanidad (que abarca la razón, la imaginación y la previsión)
- consciencia cósmica: una facultad emergente que es la próxima etapa del desarrollo humano

Dentro de la autoconsciencia, existen gradaciones entre los individuos en sus grados de desarrollo intelectual y talento (Bucke consideró que sin duda también habría gradaciones dentro del nivel de consciencia cósmica).
Entre los efectos de la progresión evolutiva natural de la humanidad, Bucke creía haber detectado una larga tendencia histórica en la que las concepciones religiosas y las teologías se habían vuelto cada vez menos atemorizantes.
En Consciencia cósmica, comenzando con la Parte II, Bucke explica cómo los animales desarrollaron los sentidos del oído y la vista. El desarrollo adicional culminó en la capacidad de experimentar y disfrutar la música. Bucke afirma que, inicialmente, solo un pequeño número de humanos podía ver colores y experimentar música. Pero con el tiempo estas nuevas habilidades se extendieron por toda la raza humana hasta que solo un pequeño número de personas no pudo experimentar colores y música.
En la Parte III, Bucke formula la hipótesis de que la próxima etapa del desarrollo humano, que él llama "consciencia cósmica", está comenzando a aparecer lentamente y eventualmente se extenderá por toda la humanidad.
La visión del mundo de Bucke era profundamente optimista. Escribió en la Parte I ("Primeras palabras") "que el universo está construido y ordenado de tal manera que sin duda alguna todas las cosas funcionan juntas para el bien de todos y cada uno, que el principio fundamental del mundo es lo que llamamos amor y que la felicidad de todos a la larga es absolutamente cierta".

## Participación en poesía y literatura
Bucke estaba profundamente involucrado en la escena de la poesía en Estados Unidos y tenía amigos entre los literatos, especialmente los que eran poetas. En 1869, leyó Leaves of Grass de Walt Whitman, un poeta estadounidense, y quedó profundamente impresionado por ello. En Consciencia cósmica, señala que su experiencia de consciencia cósmica ocurrió después de una noche leyendo a Whitman y poetas románticos. Más tarde, conoció a Whitman en 1877 en Camden, Nueva Jersey, y ambos desarrollaron una amistad duradera.
Más tarde, Bucke declaró que fue "elevado y puesto en un plano superior de existencia" debido a su amistad con Whitman. Publicó una biografía de Whitman en 1883 y fue uno de sus albaceas literarios.

## Legado
El concepto de consciencia cósmica de Bucke adquirió una vida propia (aunque no siempre bien entendida) e influyó en el pensamiento y los escritos de muchas otras personas. Su obra es referenciada directamente por los místicos Franklin Merrell-Wolff y Ouspensky, y fue esencial para el concepto de filosofía perenne de Aldous Huxley y para el de misticismo de Evelyn Underhill. En la India, Aurobindo utiliza el término consciencia cósmica extensamente en su trabajo y se le preguntó a Ramana Maharshi sobre el concepto de Bucke.
Junto con la obra clásica de William James, The Varieties of Religious Experience (que cita a Bucke), la Consciencia cósmica de Bucke se ha convertido en parte de la base de la psicología transpersonal.
Bucke fue parte de un movimiento que buscaba mejorar la atención y el tratamiento de las personas con enfermedades mentales.
Fue uno de los fundadores de la Facultad de Medicina de la University of Western Ontario. Sus trabajos se conservan en el Western University's Archives and Research Collections Centre.
Fue interpretado por Colm Feore en la película canadiense de 1990 Beautiful Dreamers.

## Publicaciones
- Cosmic Consciousness: A Study in the Evolution of the Human Mind. Mineola, New York: Dover Publications. 2009. ISBN 9780486471907.
- Cosmic Consciousness: A Study in the Evolution of the Human Mind,1905 Innes edition, facsimile, 37 MB PDF file.
- Diary of R. Maurice Bucke, M.D., C.M, 1863.
- Man's Moral Nature: An Essay, 1879 Internet Archive
- Richard Maurice Bucke, Medical Mystic: Letters of Dr. Bucke to Walt Whitman and His Friends, Artem Lozynsky (editor), 1977, Wayne State University Press, ISBN 0814315763.
- The New Consciousness: Selected Papers of Richard Maurice Bucke 1997, compilado por Cyril Greenland y John Robert Colombo. Toronto: Colombo & Company.
- Walt Whitman (original edición de 1883).
- Walt Whitman's Canada 1992, compilado por Cyril Greenland y John Robert Colombo. Toronto: Hounslow Press.

## Edición en castellano
- Bucke, Richard Maurice (24 de enero de 2020). Consciencia Cósmica. Un estudio de la evolución de la mente humana. Vol. 1 (Biblioteca Esotérica nº 151). Tapa blanda, 156 páginas, traducción Mauricio Chaves Mesén. The Success and Prosperity Library. ISBN 9798603951515.
- Lachman, Gary (2013). «1. R. M. Bucke y el futuro de la humanidad». Una historia secreta de la consciencia. Cartoné, 480 páginas. Colección Imaginatio vera (Segunda edición). Vilaür: Ediciones Atalanta. p. 35. ISBN 978-84-940941-4-9.